# Incidente del 2007 delle armi nucleari USAF
L'incidente del 2007 delle armi nucleari USAF è avvenuto tra il 29 e il 30 agosto 2007. Sei missili da crociera AGM-129A ACM, ognuno dotato di testata nucleare a rendimento variabile W80, furono erroneamente caricati su un bombardiere pesante B-52 dell'United States Air Force presso la Minot Air Force Base e trasportati alla Barksdale Air Force Base. Si credeva che le testate nucleari fossero state smontate prima che i missili venissero prelevati dal bunker che li custodiva normalmente. I missili con testate nucleari non risultavano mancanti e rimasero installati sull'aereo tanto a Minot quanto a Barksdale per un periodo di 36 ore. In tale intervallo, le testate non erano protette dalle varie misure precauzionali obbligatorie per le armi nucleari.
L'incidente fu riferito ai vertici militari statunitensi e classificato dagli osservatori come un evento Bent Spear, che indica un incidente con armi nucleari il quale, pur generando significativa preoccupazione, non comporta l'immediata minaccia di guerra nucleare.
In reazione all'incidente, lo United States Department of Defense (DoD) e l'USAF avviarono un'indagine, i cui risultati furono disponibili il 19 ottobre 2007. L'indagine concluse che gli standard e le procedure per il maneggio di armi atomiche non erano stati seguiti da numerosi esponenti USAF implicati nell'incidente. Di conseguenza, quattro comandanti USAF furono esonerati dai rispettivi comandi, numerosi altri membri USAF furono sanzionati e/o persero l'idoneità allo svolgimento di alcuni tipi di delicati incarichi, e fu sospesa l'operatività di Minot AFB per il trasporto di missili da crociera e per le operazioni con armi nucleari. Inoltre, l'USAF emanò nuove istruzioni e procedure per il maneggio di armi nucleari.
Inchieste separate dello United States Defense Science Board e di un comitato "nastro azzurro" USAF riferirono che sussistevano preoccupazioni sulle procedure e sui processi per maneggiare armi nucleari all'interno del Dipartimento della Difesa ma non trovarono alcuna falla nella sicurezza delle armi nucleari degli Stati Uniti. A causa di questo ed altri incidenti, il 5 giugno 2008 fu richiesto di rassegnare le dimissioni al Segretario all'aeronautica degli Stati Uniti d'America Michael Wynne e al Chief of Staff of the Air Force generale T. Michael Moseley; entrambi si dimisero. Nell'ottobre del 2008, aderendo alle raccomandazioni di un comitato di revisione, l'USAF annunciò la creazione dell'Air Force Global Strike Command, per controllare tutti i bombardieri, i missili e gli effettivi USAF che operano sul nucleare.

## Antefatto
Nell'agosto 2007 la base di Minot era la sede del 5th Bomb Wing e quella di Barksdale ospitava il 2nd Bomb Wing, entrambi facenti capo all'8th Air Force, sempre di stanza a Barksdale. L'8th faceva parte dell'Air Combat Command (ACC) all'interno dell'USAF. All'epoca dell'incidente il 5th Bomb Wing era comandato dal colonnello Bruce Emig, il 2nd Bomb Wing dal colonnello Robert Wheeler, l'8th Air Force dal tenente generale Robert J. Elder, Jr e l'ACC dal generale Ronald Keys.
Il 5th Bomb Wing, stando all'enunciazione di missione che ne fa in proposito l'USAF, operava con i suoi bombardieri B-52 nell'ambito della forza USAF convenzionale e strategica. La quota "strategica" della missione del 5th comprendeva la capacità di sganciare armi nucleari su potenziali bersagli in tutto il mondo. Pertanto, la base aerea di Minot immagazzinava e conservava un arsenale pronto all'uso di bombe nucleari, testate nucleari e relativi vettori, tra cui l'Advanced Cruise Missile AGM-129.

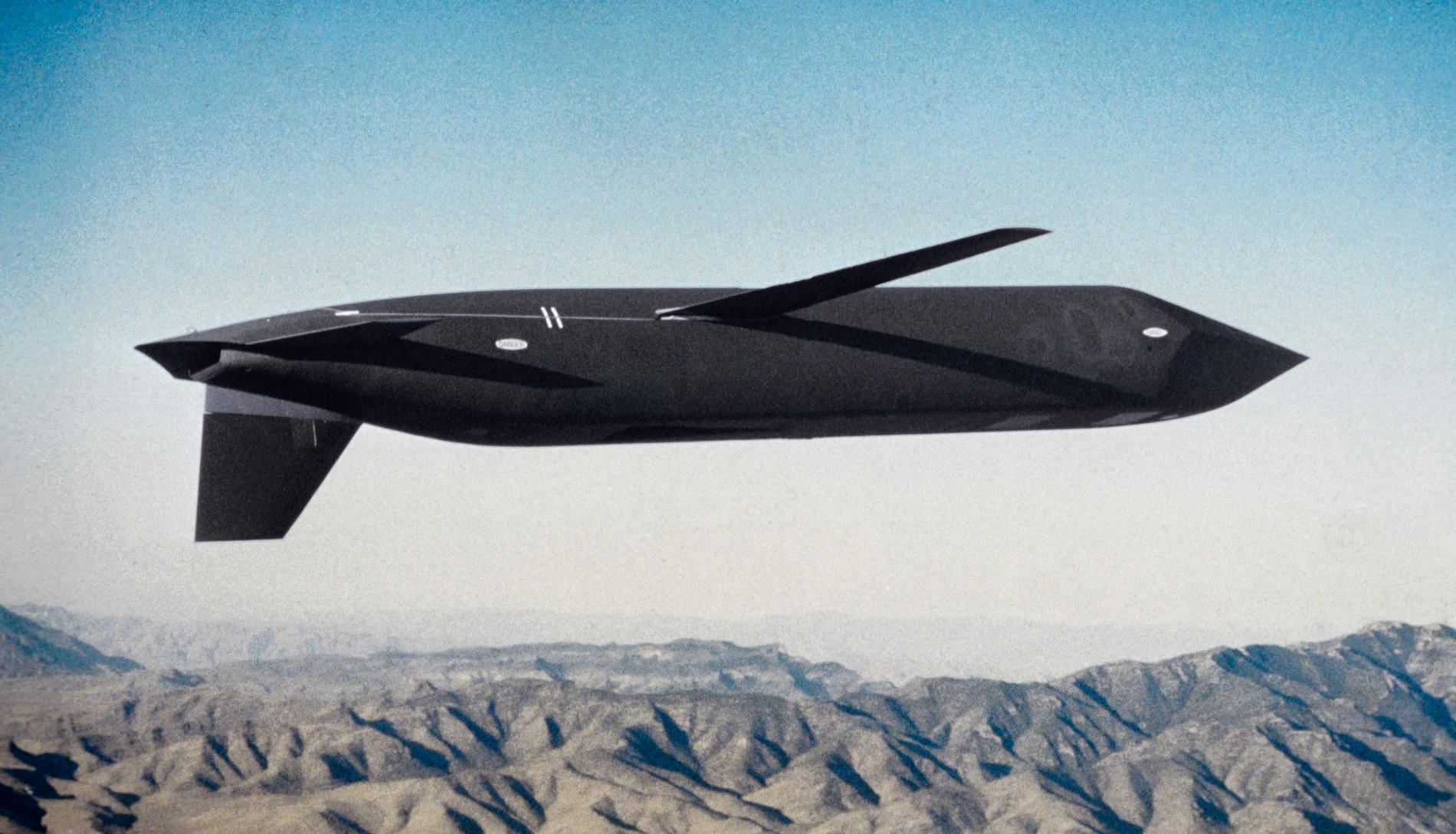
Un missile cruise AGM-129 in volo

L'AGM-129 fu schierato nel 1987 come una piattaforma di missile da crociera "invisibile" per trasportare la testata nucleare W80-1 a rendimento variabile. Benché originariamente concepito per equipaggiare il bombardiere B-1, l'AGM-129 fu riprogettato in modo che potesse essere portato solo dal B-52, montato su punti di aggancio esterni sulle ali o internamente nella stiva delle bombe. Nel marzo 2007 l'USAF decise di ritirare tutti i suoi AGM-129, per adeguarsi a trattati internazionali di controllo delle armi, e di sostituirli con i missili AGM-86. A tal fine, l'USAF iniziò a trasportare con i B-52 gli AGM-129 depositati alla base di Minot a quella di Barksdale (Louisiana) per il definitivo smaltimento. Stando al Washington Post, alla data del 29 agosto 2007 più di 200 AGM-129 erano stati trasferiti in tal modo tra le suddette basi.

## Incidente
Tra le 08:00 e le 09:00 (ora locale) del 29 agosto 2007, un gruppo di avieri USAF, denominato squadra evasione, entrò in uno dei bunker di deposito armi per preparare i missili AGM-129 per il trasferimento a Barksdale. La movimentazione missili di quel giorno, sesta di dodici missioni di traghetto programmate, doveva riguardare dodici AGM-129, dotati di testata da esercitazione, con sei missili per traliccio e un traliccio montato sotto ciascun'ala dei B-52 assegnati a Barksdale. Quando gli avieri entrarono nel bunker, sui missili da spostare erano ancora collegate sei testate nucleari attive: non erano infatti state sostituite con quelle "finte" da addestramento. Una successiva inchiesta rilevò che l'errore si spiegava con il fatto che il sistema elettronico di produzione per tracciare i missili "era stato negletto favorendo un processo informale che non identificava il traliccio in quanto preparato per il volo." Gli avieri preposti a maneggiare i missili adoperarono materiali obsoleti che contenevano informazioni inesatte sullo stato dei missili. I missili originariamente programmati per la movimentazione erano stati sostituiti con missili più vicini alla data di scadenza per componenti con vita operativa limitata, secondo procedura ordinaria. Lo scambio di missili era riscontrato nel piano di movimentazione ma non nei documenti usati per i processi di coordinamento del lavoro interno nel bunker.

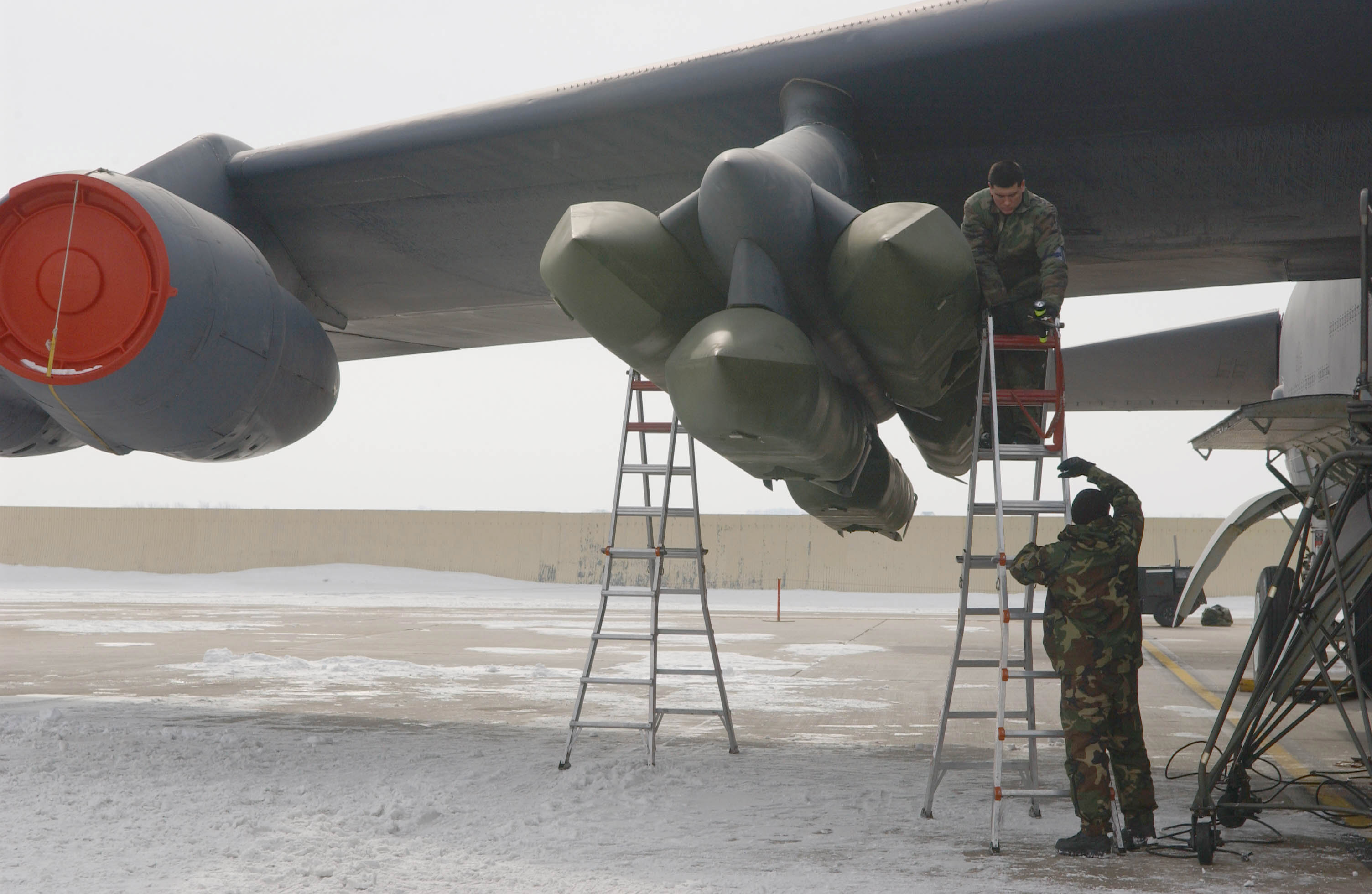
Un traliccio per AGM-129 caricato sotto l'ala di un B-52 a Minot

Sebbene la squadra evasione nel deposito di armi iniziasse ad ispezionare i missili, una squadra trasporto arrivata in anticipo agganciò i tralicci e li asportò senza esaminarli o assicurarsi che i missili fossero stati ispezionati o confermati per la rimozione. Il centro di controllo munizioni mancò di verificare che il traliccio avesse ricevuto appropriate autorizzazione ed ispezione e consentì che il traliccio fosse collegato al B-52 alle 09:25. Ci vollero otto ore per attaccare i tralicci all'aereo, ed esso con i suoi missili caricati rimase allora parcheggiato durante la notte e per 15 ore a Minot senza la sorveglianza speciale prevista per le armi nucleari.
La mattina del 30 agosto, uno dei membri dell'equipaggio del aereo incaricato del trasporto, un istruttore di navigazione radar per il B-52 assegnato a Barksdale, ispezionò da vicino solo i sei missili sull'ala destra, che erano stati esattamente approntati con testate da esercitazione, prima di firmare il manifesto di carico che indicava la "merce" come una dozzina di missili AM-129 disarmati. Il pilota comandante del B-52 non fece una verifica finale prima di prepararsi a lasciare Minot.
Il B-52 partì da Minot alle 08:40 ed atterrò a Barksdale alle 11:23 (ore locali) del 30 agosto. L'aereo rimase parcheggiato senza speciale sorveglianza fino alle 20:30, quando arrivò una squadra munizioni a togliere i missili. Dopo che un membro della squadra munizioni aveva notato qualcosa di strano in qualche missile, alle 22:00 uno "scettico" supervisore stabilì che c'erano le testate nucleari e ordinò che fossero messe in sicurezza e che l'incidente fosse formalizzato, 36 ore dopo che i missili erano stati tolti dal bunker di Minot.

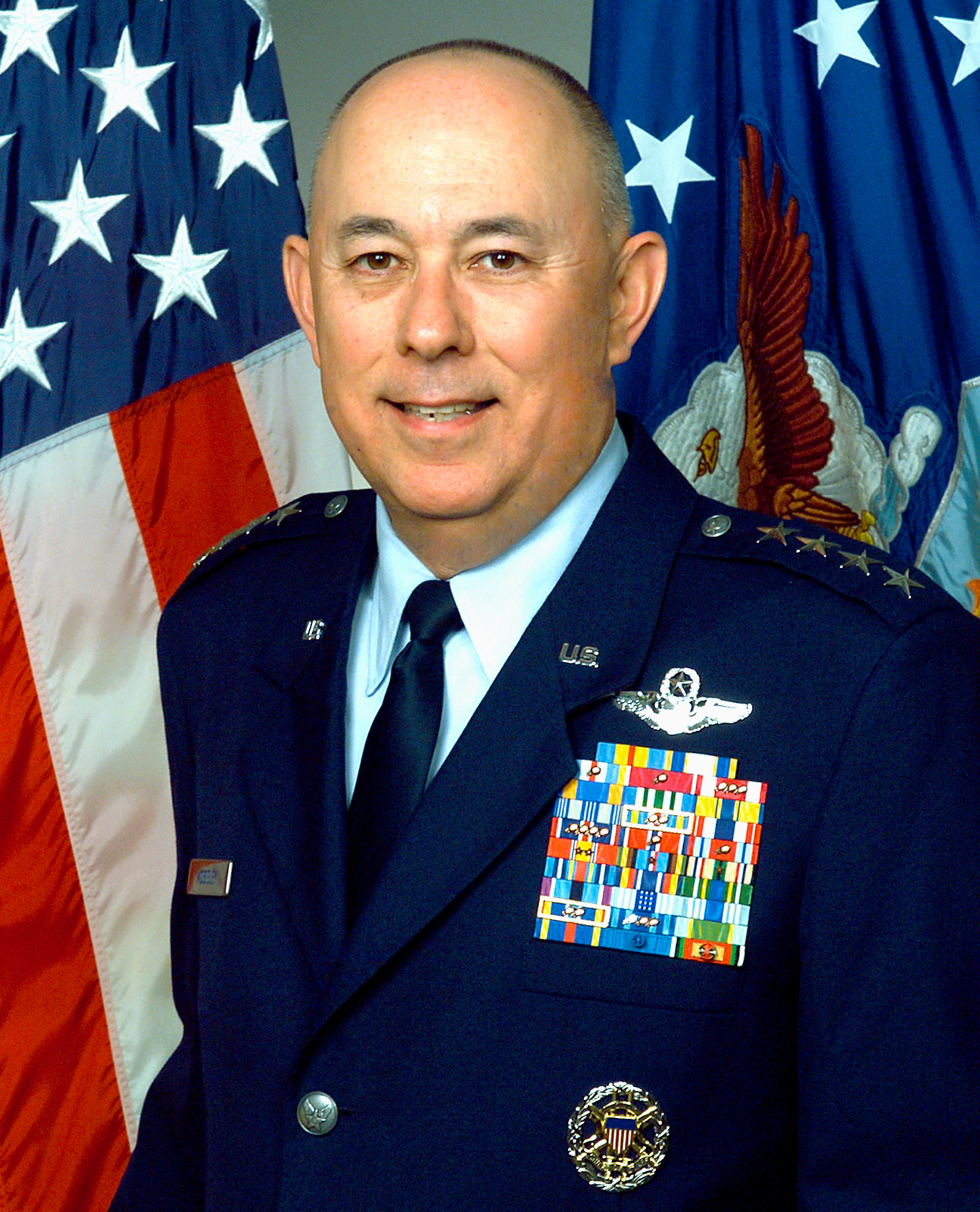
Il generale T. Michael Moseley, capo di stato maggiore USAF al momento dell'incidente

L'incidente fu riferito al National Military Command Center come un evento Bent Spear, che indica un incidente con armi nucleari il quale, pur generando significativa preoccupazione, non comporta l'immediata minaccia di guerra nucleare (Pinnacle – Nucflash), o la detonazione accidentale di un'arma nucleare (Pinnacle – Broken Arrow). Il generale T. Michael Moseley, Chief of Staff of the United States Air Force si affrettò a chiamare il Segretario alla Difesa Robert Gates il 31 agosto per informarlo dell'incidente. Gates richiese di essere quotidianamente aggiornato sugli sviluppi dell'inchiesta ed informò il presidente Bush sull'incidente. L'USAF non ha ancora designato il tipo di incidente esattamente successo, Bent Spear o qualcos'altro. L'incidente è stato il primo del genere in 40 anni negli Stati Uniti e fu poi descritto dagli organi di informazione come "uno dei peggiori cedimenti in decenni nella sicurezza delle armi nucleari USA".

## Reazioni del governo USA
L'USAF e il Dipartimento della Difesa in principio decisero di tenere segreto l'incidente, in parte a causa della consuetudine USAF di non esprimersi sulla conservazione o sugli spostamenti di armi nucleari e nell'apparente convincimento che l'incidente non avrebbe suscitato molta preoccupazione pubblica. E in effetti, il primo rapporto DoD sull'incidente conteneva il giudizio, "Non si attende alcun interesse da parte della stampa." Delle indiscrezioni in proposito furono fatte filtrare da fonte anonima DoD al quotidiano Military Times, che pubblicò un trafiletto sull'incidente il 5 settembre 2007.
In risposta, nella conferenza stampa al Pentagono dello stesso 5 settembre l'addetto stampa Geoff Morrell dichiarò che non vi era stato alcun pericolo per l'incolumità pubblica e che il personale militare aveva sempre avuto il controllo delle armi. L'USAF annunciò che pochi giorni dopo l'incidente era stato rimosso il comandante dello squadrone munizioni di Minot e successivamente erano stati puniti 25 avieri. Il maggior generale Doug Raaberg fu incaricato dal generale Keys di guidare l'inchiesta sull'incidente. Fu controllato l'inventario delle armi nucleari USAF per assicurare che vi fosse contezza di ogni testata nucleare. Inoltre, il DoD annunciò che un comitato scientifico di consulenza incaricato dal Pentagono, denominato Defense Science Board, avrebbe studiato il contrattempo nell'ambito di una più ampia revisione di procedure per il maneggio di armi nucleari. Il 28 settembre l'USAF annunciò che il generale Keys andava in congedo e sarebbe stato sostituito al vertice dell'Air Combat Command dal generale John Corley, con effetto dal 2 ottobre.

Il Segretario USAF Michael Wynne e il maggior generale Richard Newton espongono i risultati dell'inchiesta USAF sull'incidente. Il Pentagono, 19 ottobre 2007

Il 19 ottobre 2007, il Segretario di Stato per l'Aeronautica Michael Wynne e il maggior generale USAF Richard Newton, vicecapo di stato maggiore per operazioni, piani e requisiti, annunciarono le risultanze dell'inchiesta, affermando che, "c'è stata un'erosione di aderenza agli standard di maneggio armi nelle basi aeree di Minot e di Barksdale" e che un numero limitato di avieri in ambedue i luoghi aveva omesso di seguire le procedure."
Il colonnello Emig, comandante del 5th Bomb Wing, il colonnello Cynthia Lundell, comandante del 5th Maintenance Group a Minot, e il colonnello Todd Westhauser, comandante del 2nd Operations Group a Barksdale, oltre a quattro esperti sottufficiali del 5th Munitions Squadron "furono sottoposti a procedimento disciplinare", esonerati dai rispettivi comandi o posizioni e riassegnati. Tutto il personale del 5th Bomb Wing fu privato dell'abilitazione al maneggio di armi nucleari ed altri arsenali sensibili e alla conduzione di "missioni specifiche". Sessantacinque avieri di vari gradi persero le rispettive abilitazioni del Personnel Reliability Program. 
Furono sospese le operazioni di traghettamento tattico. Gli uffici di inspector general presso tutti i Major Commands USAF ebbero istruzioni di condurre immediate "Limited Nuclear Surety Inspections (LNSIs, Ispezioni di sicurezza limitata nucleare) in ogni unità a capacità nucleare" con la supervisione della Defense Threat Reduction Agency.
Il nuovo comandante ACC, generale Corley, riferì la questione al tenente generale USAF Noman Seip, comandante della 12th Air Force in qualità di convening authority di corte marziale per stabilire se si dovessero promuovere ulteriori accuse o azioni contro ciascun militare implicato nell'incidente. Seip successivamente chiuse l'inchiesta senza consigliare il processo penale nei confronti di alcun coinvolto.
Il generale in congedo Larry D. Welch, già capo di stato maggiore USAF, fu incaricato da Gates — che asseritamente aveva espresso il sospetto che i vertici USAF nella prima inchiesta potessero aver artificiosamente limitato la responsabilità agli ufficiali intermedi — di guidare il comitato consultivo del Defense Science Board che avrebbe studiato il contrattempo nell'ambito di una più ampia revisione delle procedure e prassi nel maneggio di armi nucleari. Ancora, l'USAF organizzò una Blue Ribbon Review presieduta dal maggior generale USAF Polly Peyer e consistente di altri 30 soggetti per "proporre suggerimenti su come possiamo migliorare la competenza dell'aviazione nell'assolvimento regolare e sicuro dei compiti afferenti alle armi nucleari". Inoltre, il Congresso degli Stati Uniti d'America richiese che il DoD e il Dipartimento dell'Energia svolgessero una revisione bottom-up delle procedure nucleari.

## Sviluppi

### Azioni USAF

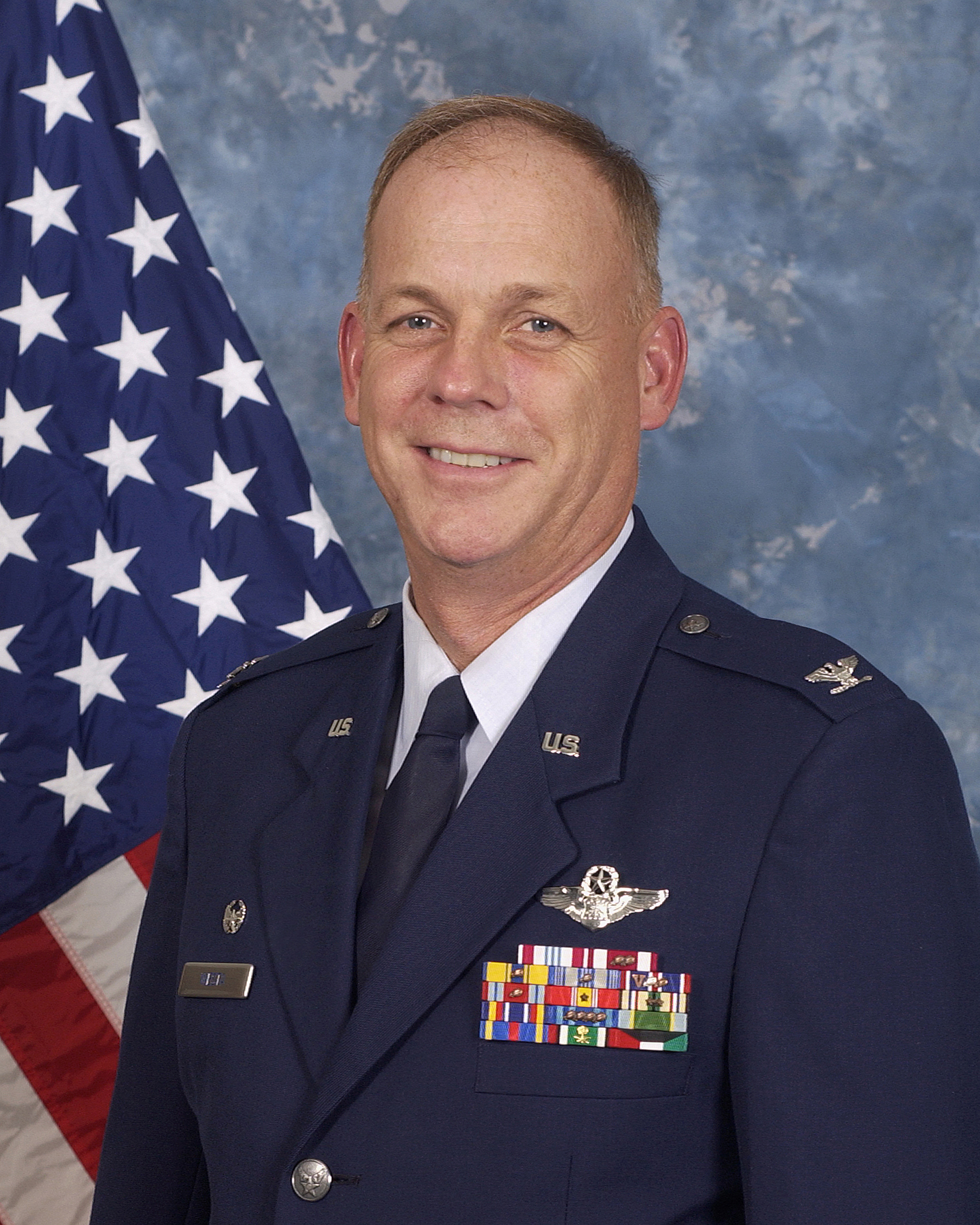
Il colonnello Joel Westa divenne il nuovo comandante del 5th Bomb Wing all'indomani dell'incidente

Il 24 ottobre 2007 il Segretario all'Aeronautica Winne disse all'United States House Committee on Armed Services che riteneva che il 5th Bomb Wing potesse essere nuovamente abilitato e potesse riprendere a traghettare i missili da crociera AGM-129 a Barksdale per lo smaltimento. Non indicò le scadenze per tale processo di "ricertificazione" (ovvero, di ripristino dell'abilitazione). Il 1º novembre 2007 il colonnello Joel Westa assunse il comando del 5th Bomb Wing. Lo stesso giorno, il generale Keys lasciava l'Air Force.
Il personale del 2nd Bomb Wing di Barksdale si fece carico temporaneamente dei compiti di manutenzione della riserva nucleare di Minot fino a che il 5th Bomb Wing non avesse conseguito la ricertificazione. L'ispezione di sicurezza nucleare (NSI), richiesta per tale procedura, che originariamente si doveva svolgere presso il 5th Bomb Wing il 23 gennaio 2008, fu rinviata dopo che lo stormo in questione non aveva superato una NSI propedeutica compiuta il 16 dicembre 2007. Detta NSI iniziale fu completata il 29 marzo e Corley ricertificò lo stormo il 31 marzo 2008. Nel maggio 2008 era pianificata una NSI piena. Lo stormo doveva riguadagnarsi la certificazione per sostenere la NSI piena. Le unità che maneggiano armi nucleari devono superare le NSI ogni 18 mesi per mantenere la propria certificazione.
L'USAF emanò una nuova direttiva procedurale riguardante il maneggio di armi nucleari e i relativi sistemi di lancio, che proibisce di immagazzinare nello stesso deposito armi nucleari "armate" (cioè pronte all'impiego) e "non armate". La direttiva dispone altresì che tutte le munizioni e tutti i missili non nucleari devono essere etichettati con targhe chiaramente precisanti che non sono armati con testate nucleari. I comandanti di stormo adesso hanno la responsabilità di approvare ogni movimento di armi nucleari dalle aree di deposito e devono designare un singolo individuo come ufficiale addetto al sistema di tracciamento delle munizioni e custode delle armi. Tutte le unità che maneggiano armi nucleari devono sviluppare una lista di controlli coordinata per l'ispezione visiva. La normativa prevede poi che gli avieri preposti al maneggio o alla manutenzione delle armi nucleari non possano fare turni superiori a 12 ore, salvo in caso di emergenza, quando il turno può allungarsi al massimo a 16 ore. Da allora l'USAF ha stabilito un programma di ispezioni a sorpresa alle basi con armamento nucleare.

### Relazioni di revisione

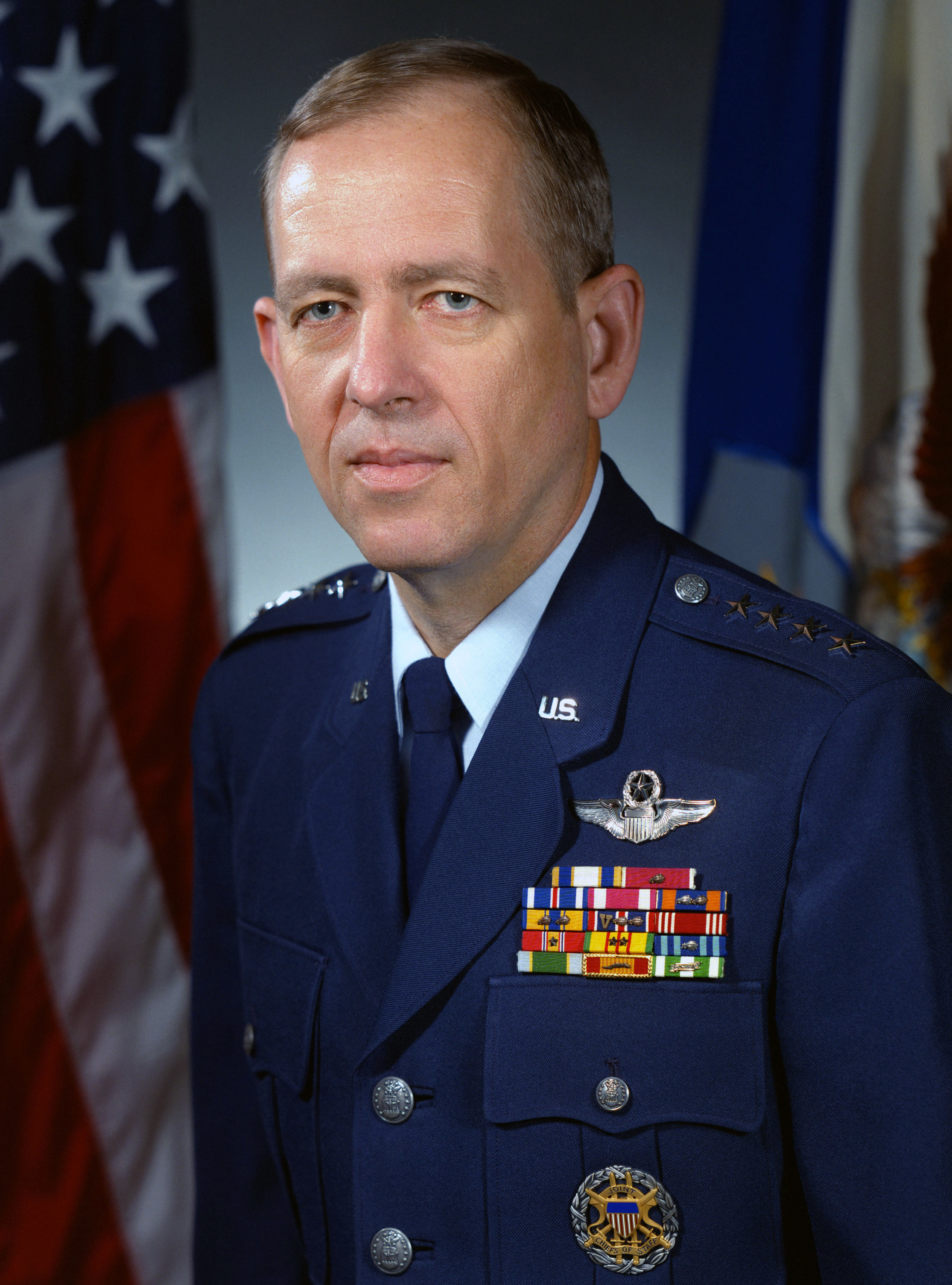
Larry Welch (nel 1984)

Welch e Peyer esposero i risultati delle loro revisioni avanti lo United States Senate Committee on Armed Services il 12 febbraio 2008. Oltre a Welch e Peyer, testimoniarono e risposero alle domande dei membri della commissione del Senato il tenente generale Daniel Darnell, vicecapo di stato maggiore USAF per le operazioni e informazioni di aria e spazio, e il maggior generale Raaberg. Nel corso dell'audizione, Welch affermò che, "le unità militari preposte al maneggio delle bombe non sono soggette ad ispezioni adeguate e, di conseguenza, possono non essere pronte a svolgere le loro missioni." Aggiunse, "se guardate tutte le aree e i modi in cui dobbiamo immagazzinare e maneggiare queste bombe per svolgere la missione, ci vogliono proprio, crediamo, più risorse e più attenzione di quante ne stiamo applicando." Il rapporto di Welch concludeva che la combinazione delle forze nucleari DoD con le organizzazioni non nucleari ha portato a "livelli di leadership notevolmente ridotti che quotidianamente si concentrano sull'impresa nucleare e una svalutazione generale della missione nucleare e di coloro che la compiono." Tuttavia, né la relazione di Welch né quella di Peyer individuò qualche breccia nella sicurezza delle armi nucleari USA.

### Ispezioni, dimissioni e ulteriori sanzioni
La NSI completa di Minot avvenne il 17 maggio 2008, e fu condotta da ispettori della  Defense Threat Reduction Agency (DTRA) e dell'Air Combat Command (ACC). Il 25 maggio la DTRA emise nei confronti del 5th Bomb Wing un voto "insoddisfacente", il voto più basso possibile. Il 5th superò l'ispezione in nove aree su dieci, ma fallì l'area della sicurezza nucleare. In seguito all'ispezione, Westa dichiarò che, "complessivamente, la loro valutazione tracciò l'immagine di alcune cose cui dobbiamo lavorare nelle aree dell'addestramento e della disciplina".
Il comandante del 5th Bomb Wing Security Forces Squadron, tenente colonnello John Worley, fu sostituito dal tenente colonnello Stephen Weaver il 16 giugno 2008. Malgrado la bocciatura alla NSI, lo stormo conservò la propria abilitazione nucleare. Disse Hans Kristensen, direttore del progetto di informazione nucleare della Federation of American Scientists sul mancato superamento dell'ispezione del 5th, "ti fa chiedere che cosa stia succedendo dalle altre parti, come le basi nucleari all'estero, a Barksdale Air Force Base e Whiteman Air Force Base." Minot superò l'ispezione di richiamo il 15 agosto 2008.

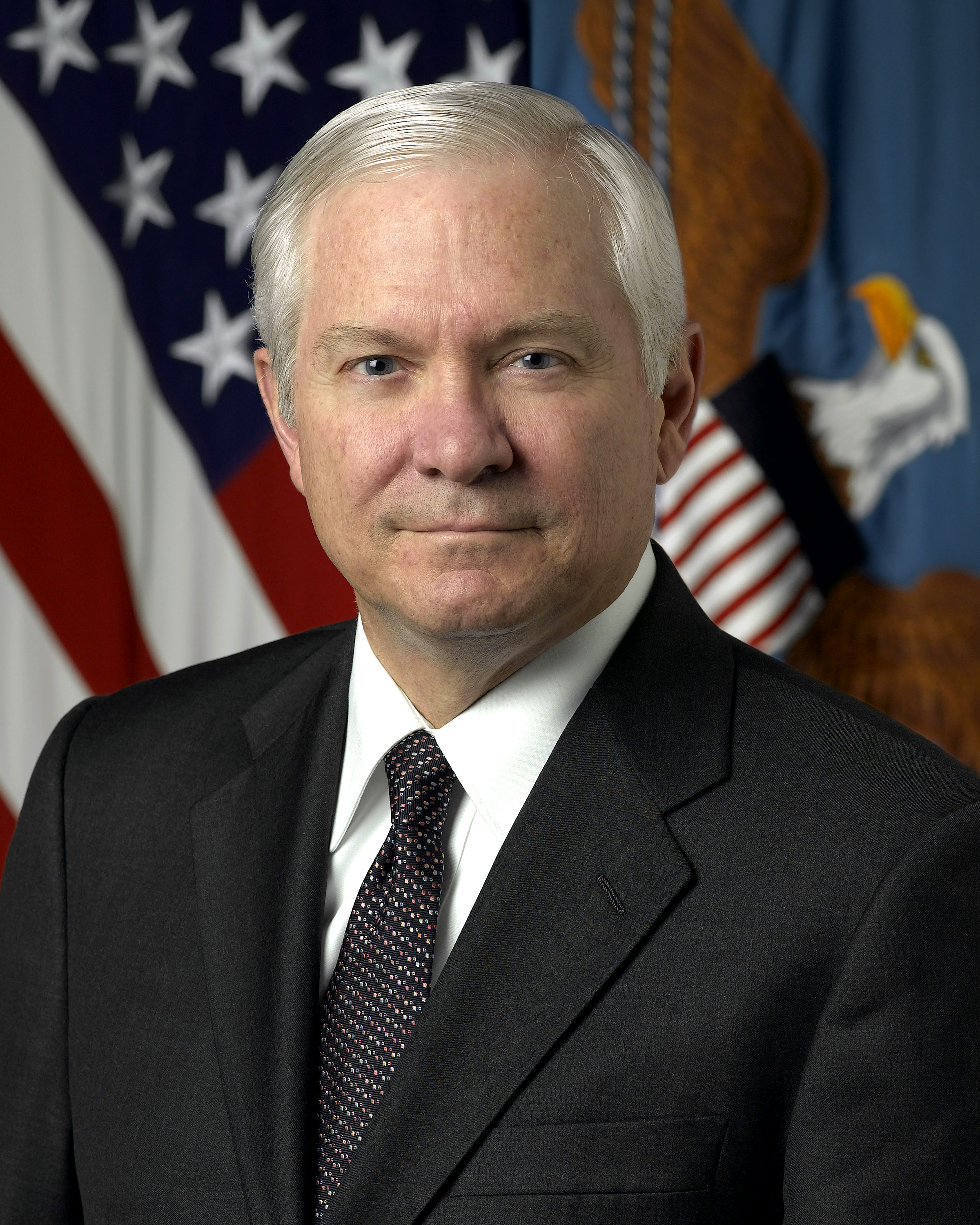
Robert Gates

Il 5 giugno 2008 Robert Gates annunciò i risultati di un'inchiesta sull'erroneo invio di parti per il missile Minuteman a Taiwan. L'inchiesta, condotta dall'ammiraglio Kirkland H. Donald, direttore della U.S. Naval Propulsion, trovò che l'incidente del missile a Taiwan era, nelle parole di Gates, "un decadimento dell'autorità, degli standard di eccellenza e della competenza tecnica della forza nazionale ICBM. Simile all'incidente riguardante i bombardieri del trasferimento di armi nucleari da Minot a Barksdale nell'agosto 2007, questo incidente ebbe luogo nel contesto più vasto di inferiori concentrazione e prestazioni nella missione nucleare dell'Air Force" e "l'inchiesta identificò del punti in comune tra l'incidente di Minot dell'agosto 2007 e questo evento [di Taiwan]." Nella sua relazione d'inchiesta, Donald dichiarò che le questioni identificate dalla sua inchiesta erano, "indicative di un declino complessivo nella gestione Air Force delle armi nucleari un problema che è stato identificato ma non efficacemente affrontato da più di dieci anni. Sia l'incidente del trasferimento di armi nucleari Minot-Barksdale sia l'errata spedizione di Taiwan, benché differenti nei dettagli, hanno un'origine comune: la graduale erosione degli standard nucleari e la mancanza di valido controllo da parte dei vertici dell'Air Force." Richiese pure che tutti i bombardieri USAF venissero posti sotto un unico comando. Inoltre, la task force raccomandò che l'USAF adibisse da 1500 a 2000 avieri avieri in più a compiti connessi al nucleare.
In seguito all'inchiesta, Gates annunciò che, "un numero significativo di generali e colonnelli dell'Air Force sono stati identificati come potenzialmente destinatari di misure disciplinari, che vanno dalla rimozione dal comando a lettere di censura," e che aveva accettato le dimissioni del Segretario all'Aviazione Michael Wynne e del capo di stato maggiore USAF T. Michael Moseley. Gates aggiunse di aver chiesto a James R. Schlesinger di guidare una task force di elevato livello per consigliare miglioramenti nella gestione e nelle operazioni riguardanti armi nucleari, vettori e componenti sensibili da parte del Department of Defense. I membri di tale task force provenivano dal Defense Policy Board e dal Defense Science Board.
Il 13 settembre 2008 Gates annunciò le raccomandazioni della task force di Schlesinger invitando l'USAF a porre tutte le armi nucleari sotto un unico comando. La task force propose che il nuovo comando si chiamasse Air Force Strategic Command, che avrebbe sostituito l'Air Force Space Command di quel tempo, e che gli fosse attribuita la responsabilità della missione nucleare. Gates annunciò che il Segretario all'Aviazione facente funzioni Michael B. Donley e il capo di stato maggiore Norton A. Schwartz stavano "esaminando le raccomandazioni" per provvedimenti disciplinari contro ufficiali USAF precedentemente implicati nella missione nucleare. La task force trovò un "sicuro, evidente e inaccettabile declino nell'impegno dell'Air Force nello svolgimento della missione nucleare e, fino a poco fa, poco è stato fatto per cambiare verso."
Il 25 settembre 2008 lo United States Department of Defense annunciò che sei generali USAF, due generali US Army e nove colonnelli avevano ricevuto lettere di censura, ammonizione o assistenza. A due maggior generali dell'aviazione fu chiesto di rimanere nella posizione attuale e gli altri furono congedati, prenotati per il congedo o rimossi dalla loro posizione. Il capo di stato maggiore Norton Schwartz incontrò personalmente ogni ufficiale dopo aver emanato le lettere. Rilevò che essi non avevano commesso violazioni del codice penale militare americano, ma "non avevano fatto abbastanza per adempiere le loro responsabilità direttive" e che "per questo devono essere tenuti responsabili." L'Air Force dichiarò che le sanzioni erano conseguenti all'invio erroneo di spolette nucleari a Taiwan, non per l'incidente delle armi nucleari di Minot.
Uno di quei censurati fu il tenente generale Kevin Sullivan, vicecapo di stato maggiore per logistica, installazioni e supporto missione al Pentagono. Sullivan fu retrocesso e congedato con il grado di maggior generale nel novembre 2008. Il tenente generale Michael Hamel, comandante dello Space and Missile Systems Center, ricevette una lettera di ammonizione e andò a sua volta in congedo nel novembre 2008. Il maggior generale Roger Burg, comandante della Twentieth Air Force, il maggior generale Kathleen Close, comandante dell'Ogden Air Logistics Center, il brigadier generale Francis Bruno, direttore della logistica presso Air Force Material Command, e il brigadier generale Arthur Cameron III, direttore dell'integrazione risorse Air Force, ricevettero anch'essi lettere di ammonizione.
Nel novembre 2008 il 341st Missile Wing presso Malmstrom Air Force Base fallì l'ispezione di sicurezza nucleare. Il 90th Missile Wing presso F. E. Warren Air Force Base non superò il medesimo test un mese dopo. La stessa sorte toccò nel novembre 2009, presso la Kirtland Air Force Base al 377th Air Base Wing, comandato dal colonnello Michael S. Duvall, ed al 498th Nuclear Systems Wing, comandato dal colonnello Richard M. Stuckey.
Il 30 ottobre 2009 Westa fu destituito dal comando del 5th Bomb Wing dal maggior generale Floyd L. Carpenter, comandante dell'8th Air Force.
Carpenter dichiarò che Westa era stato allontanato a causa della sua "incapacità di promuovere una cultura di eccellenza, una mancanza di concentrazione sulla missione strategica e prestazioni insufficienti durante varie ispezioni di sicurezza nucleare, compresa una presso il 69th Bomb Squadron di nuova istituzione."
L'8 gennaio 2009 la task force di Schlesinger emanò la sua relazione sulla gestione complessiva da parte del DoD della missione nazionale delle armi nucleari. La relazione criticava il DoD per una mancanza di attenzione e di controllo sui suoi programmi nucleari e raccomandava che il DoD creasse una posizione di assistente segretario per presiedere alla sua amministrazione del nucleare. La task force trovò che in seno al DoD solo la US Navy stesse gestendo efficacemente il suo arsenale nucleare. La commissione dichiarò di aver trovato "un grado penoso di disattenzione al ruolo delle armi nucleari nella deterrenza presso molti militari di alto grado DoD e leader civili."

### Nuovo comando

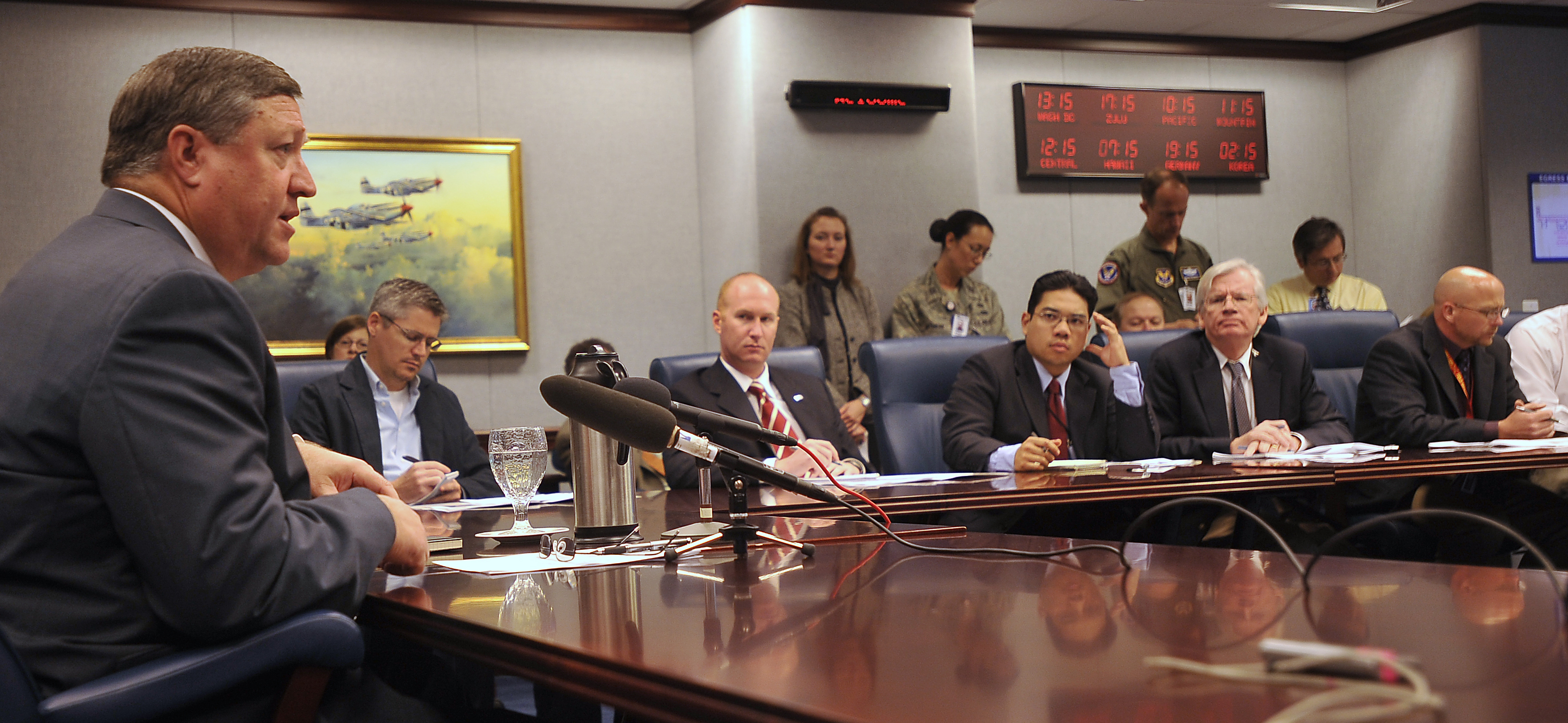
Il Segretario USAF Michael Donley discute la creazione del Global Strike Command con esponenti della stampa al Pentagono il 24 ottobre 2008

Il 24 ottobre 2008 il nuovo Segretario USAF Michael B. Donley annunciò la creazione dell'Air Force Global Strike Command. Il nuovo comando divenne operativo il 7 agosto 2009. La forza missilistica intercontinentale fu spostata dall'Air Force Space Command al nuovo comando. Barksdale Air Force Base fu scelta come sede del quartier generale del nuovo comando. Il nuovo major command è guidato da un generale a tre stelle e controlla tutti i bombardieri, missili e militari con capacità nucleari.